# Solanum ×chaucha
Espèce
Solanum ×chaucha est une espèce hybride de pommes de terre cultivées, proche de Solanum tuberosum. C'est une espèce triploïde (2n = 3x = 36).
Cette pomme de terre noire originaire du Pérou est encore cultivée dans les îles Canaries où elle est considérée comme une relique des premières introductions de la pomme de terre en Europe au XVIe siècle.

## Liste des variétés et formes
Selon Tropicos (14 juil. 2013) :
- variété Solanum chaucha var. purpureum Hawkes
- forme Solanum chaucha fo. roseum Hawkes